# Obsesja (film 1973)
Obsesja (wł. Malizia) – włoska komedia erotyczna z 1973 roku w reżyserii Salvatore Samperiego.

## Obsada
- Laura Antonelli - Angela
- Turi Ferro - Ignazio
- Alessandro Momo - Nino
- Tina Aumont - Luciana
- Lilla Brignone - babcia
- Pino Caruso - Don Cirillo
- Angela Luce - wdowa Corallo
- Stefano Amato - Porcello
- Gianluigi Chirizzi - Nuccio
- Grazia Di Marzà - Adelina
- Massimiliano Filoni - Enzio

## Produkcja
Zdjęcia kręcono na Sycylii w prowincji Katania: w Acireale oraz w pobliskim Castello Scammacca.